# Olaus Sirma

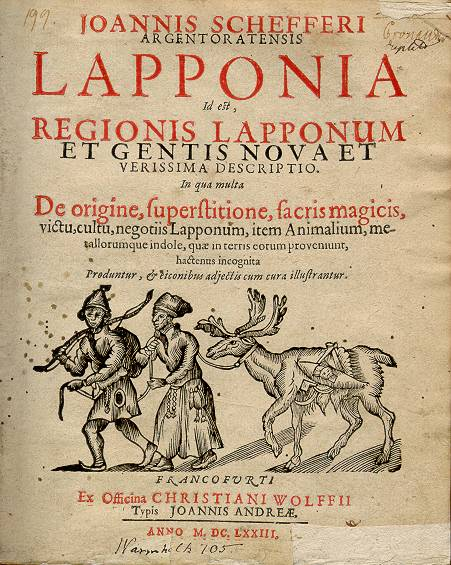
Omslaget till Lapponia.

Olaus Matthiae Lappo-Sirma, född omkring 1655, troligen i Sodankylä i Kemi lappmark, död 1719 i Enontekis, var en samisk präst.
Olaus Sirma gick i skola i Torneå och skrevs in vid Uppsala universitet 1672 för att studera till präst. Han tjänstgjorde från 1675 till sin död som kaplan i Enontekis.
Olaus Sirma var troligen den första samiska lyriker som är känd till namnet. Han tecknade ned jojkar, av vilka två är kända i sina översättningar till latin i Johannes Schefferus bok Lapponia, som publicerades i Frankfurt 1673. Dessa två poem trycktes i boken på samiska och i översättning till latin, fick internationell spridning genom översättningar av Lapponia till tyska, franska, engelska och holländska och senare i separattyrck. De blev mycket populära, särskilt i England.
Den ena av de två visorna, Guldnasas njirozan, heter i Olaus Sirmas översättning "Om Winternen lapparnasz Gilliare dicht" och handlar om en mans längtan till en kvinna vintertid. Den andra, Moarsi favrrot,  handlar om friarens liv långt från sin älskade under sommaren, Om iag till tig kunde flyga med wingar, kråke wingar.
De två visorna har fått genomslag i världslitteraturen och har också från utlandet vandrat tillbaka till Sverige. En av de poeter som tagit upp dem är amerikanen Henry Wadsworth Longfellow, Han alluderade till Olaus Sirma i sin dikt My Lost Youth, som han skrev 1855.
Olaus Sirma översatte Johannes Gezelius' katekes till kemisamiska. Han sökte medel för tryckning 1688 och 1716, men fick inga pengar beviljade och katekesen trycktes inte under hans livstid. Boken bevarades som handskrift och trycktes år 1913.